# Високоточна зброя

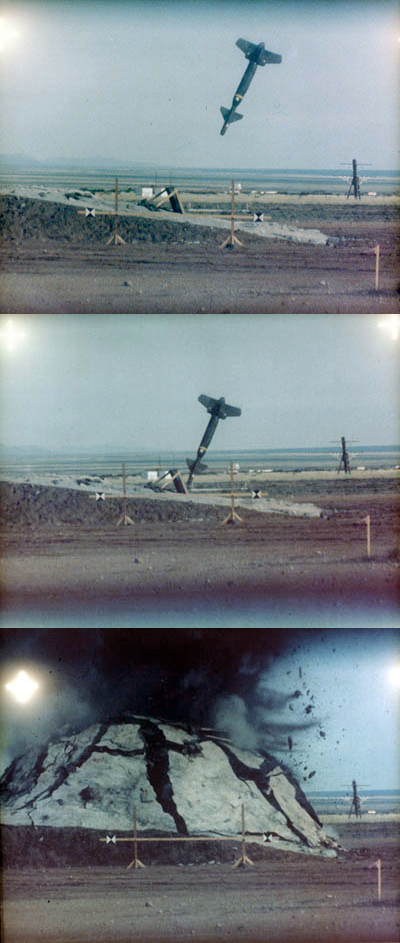
Бомба GBU-24 з лазерним наведенням

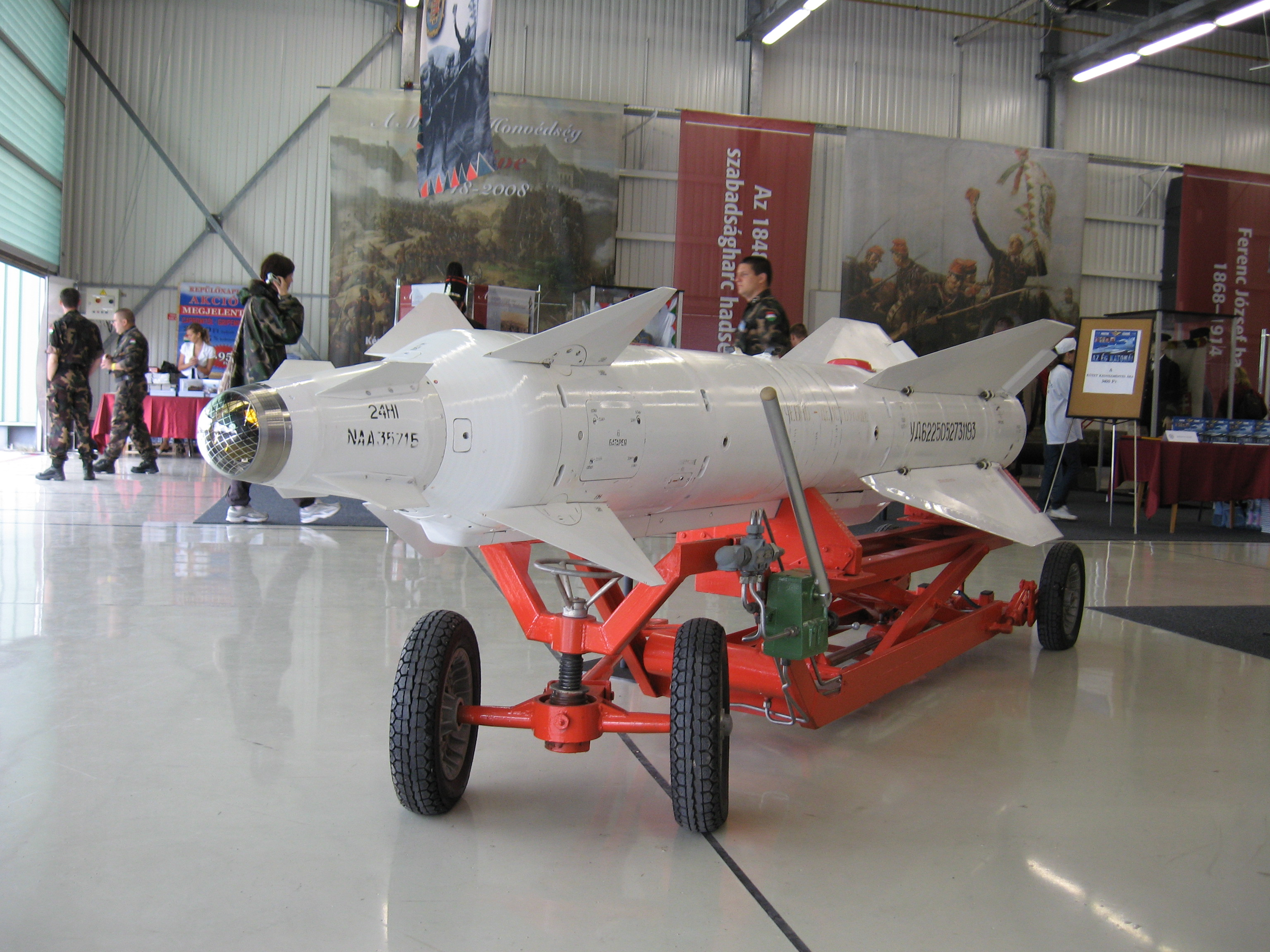
Радянська високоточна ракета Х-29Л

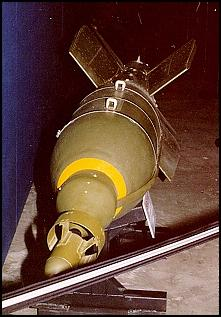
BOLT-117 одна з перших бомб з лазерним наведенням

Високоточна зброя, або високоточне озброєння (англ. precision-guided munitions, smart munitions) — зброя, здебільшого керована, що має надзвичайно високу точність влучань і здатна з дуже високою ймовірністю уразити ціль, мінімізуючи супутню шкоду.

## Приклади
- GBU-39 — американська крилата бомба
- M982 Excalibur — американський артилерійський боєприпас
- SMArt 155 — німецький артилерійський боєприпас
- Storm Shadow — франко-британська крилата ракета
- «Квітник» — український артилерійський боєприпас
- «Кинджал» — російська аеробалістична ракета